# Liste der Monuments historiques in Puits-et-Nuisement
Die Liste der Monuments historiques in Puits-et-Nuisement führt die Monuments historiques in der französischen Gemeinde Puits-et-Nuisement auf.

## Liste der Immobilien
| Bezeichnung                    | Beschreibung   | Standort                         | Kennzeichnung | Schutzstatus | Datum | Bild           |
| ------------------------------ | -------------- | -------------------------------- | ------------- | ------------ | ----- | -------------- |
| Kirche Assomption-de-la-Vierge | um 1530 erbaut | Le Puits, rue de l’Église (Lage) | PA00078318    | Inscrit      | 1990  | weitere Bilder |

## Liste der Objekte
| Bezeichnung                   | Beschreibung                               | Standort                                                     | Kennzeichnung | Schutzstatus | Datum | Bild |
| ----------------------------- | ------------------------------------------ | ------------------------------------------------------------ | ------------- | ------------ | ----- | ---- |
| Skulptur Unterweisung Mariens | Kalkstein, farbig gefasst, 16. Jahrhundert | Le Puits, außen an der Kirche Assomption-de-la-Vierge (Lage) | PM10001669    | Classé       | 1980  |      |
| Taufbecken                    | Kalkstein, 13. Jahrhundert                 | Le Puits, außen an der Kirche Assomption-de-la-Vierge (Lage) | PM10001668    | Classé       | 1908  |      |